# Station Norwood Junction
Norwood Junction is een spoorwegstation van London Overground aan de verlengde East London Line en Southern aan de Brighton Main Line.